# Kenji Mizoguchi
Kenji Mizoguchi (溝口健二, Mizoguchi Kenji) (Tòquio, 16 de maig de 1898 - Kioto, 24 d'agost de 1956) va ser un director de cinema japonès, un dels més coneguts a occident juntament amb Akira Kurosawa i Yasujirō Ozu.
En un primer moment de la seva carrera cinematogràfica, durant el període de depressió econòmica, dirigí films de caràcter realista sobre temes socials, tendència que ben aviat abandonà per conrear un altre tipus de cinema més encarat a l'anàlisi psicològica. Durant els anys quaranta, una època d'exaltació nacionalista al seu país, es veié obligat a abandonar aquest tipus de cinema i es dedicà a realitzar films de tipus històric. Després d'un temps treballant aquest gènere, reprengué la producció anterior, amb pel·lícules molt interessants, que el van situar en el reconeixement popular i li van valdre alguns premis. Així, amb Saikaku ichidai onna (‘Vida d'una dona galant’), Ugetsu monogatari (‘Narracions de la lluna pàl·lida d'agost’) i Sansho dayu (‘L'intendent Sansho’), premiades a Venècia el 1952, el 1953 i el 1954, respectivament. Posteriorment, dirigí encara Yoki-Hi (1955) i Akasen chitai (‘El carrer de la vergonya’), 1956.

## Estil cinematogràfic
Kenji Mizoguchi va presentar, durant els inicis del seu cinema, certa influència del Hollywood clàssic dels anys 30 i 40. Aquesta estètica clàssica és observable a diversos dels primers films de l'autor, com ara a Elegia de Naniwa, que corrobora com el cinema japonès, tot i estar absolutament impregnat de la cultura japonesa, en un principi adopta determinats trets característics d'occident.
És també destacable en el director l'enorme teatralitat pròpia de les seves pel·lícules a nivell de posada en escena, la qual es tradueix en plans generals, una gran continuïtat entre pla i pla i una clara priorització de l'actor, que és qui, mitjançant la seva coreografia, marca el ritme i fa que la càmera el segueixi. Mizoguchi, doncs, presenta un cinema híbrid introduint elements teatrals als seus films.
A la filmografia de l'autor hi destaca també el tractament de la dona com a heroïna. Cal recordar que Mizoguchi feia pel·lícules que es corresponien amb el gènere del Gendaigeki, en el qual resulta habitual el fet de situar a la dona com a protagonista i de reflexionar sobre qüestions qüotidianes i històries del dia a dia. Als films de l'autor se'ns presenta la dona japonesa, que viu tancada en una societat estrictament patriarcal i en un context de postguerra, fets que contribuiran a situar-la com a la gran heroïna de la narració, atès que haurà d'enfrontar-se a nombroses complicacions derivades de la seva condició femenina, i com a eix fonamental de la societat. És també habitual a les pel·lícules de Mizoguchi la presentació de la geisha com a figura arquetípica de la cultura japonesa i com a representació de la societat dominada pels homes. Aquest tipus de dona sempre apareixerà als films del director vinculada al món de la prostitució, el qual esdevindrà un tema tractat amb freqüència per Mizoguchi.

## Filmografia destacada[2]
- 1936ː Naniwa hika (‘Elegia de Naniwa’)
- 1936ː Gio no shimai (‘Les germanes de Gio’)
- 1953: Saikaku Ichidai Onna (‘Vida d'una dona galant’)
- 1953: Ugetsu monogatari (‘Els contes de la lluna pàl·lida després de la pluja’)
- 1954: Sansho Dayu
- 1955: Yokihi[8]
- 1955: Akasen chitai (‘El carrer de la vergonya’), 1956